# Wandafuru Raifu
Wandafuru Raifu (bra: Depois da Vida; em japonês:  ワンダフルライフ) é um filme japonês de 1998, do gênero comédia dramático-fantástica, escrito e dirigido por Hirokazu Kore-eda.

## Sinopse
Em uma estação intermediária em algum ponto entre o Céu e a Terra, aqueles que acabam de morrer são recepcionados por guias. Nos próximos três dias, eles ajudarão os mortos a percorrerem suas memórias para encontrarem um momento decisivo em suas vidas. O momento escolhido será recriado em filme e levado com eles quando os mortos passam para o Paraíso. Produzido de maneira belíssima, revela as conseqüências surpreendentes e ambíguas da recordação humana.

## Elenco
- Arata ...... Takashi Mochizuki
- Erika Oda ...... Shiori Satonaka
- Susumu Terajima ...... Satoru Kawashima
- Takashi Naito ...... Takuro Sugie
- Kyōko Kagawa ...... Kyoko Watanabe
- Kei Tani ...... Kennosuke Nakamura
- Taketoshi Naito ...... Ichiro Watanabe
- Toru Yuri ...... Gisuke Shoda
- Yusuke Iseya ...... Yusuke Iseya
- Sayaka Yoshino ...... Kana Yoshino
- Kazuko Shirakawa ...... Nobuko Amano
- Kotaro Shiga ...... Kenji Yamamoto
- Hisako Hara ...... Kiyo Nishimura
- Sadao Abe ...... Ichiro Watanabe (jovem)
- Natsuo Ishido ...... Kyoko Watanabe (jovem)